# Hydractinia conchicola
Hydractinia conchicola är en nässeldjursart som först beskrevs av Yamada 1947.  Hydractinia conchicola ingår i släktet Hydractinia och familjen Hydractiniidae. Inga underarter finns listade i Catalogue of Life.